# Dilan Dog 666. Drugi tom
Dilan Dog 666. Drugi tom je kolekcionarsko izdanje Dilan Doga, kojeg čine druge tri epizode  redovne edicije posle udara Meteora. Objavio ga je Veseli četvrtak 20. oktobra 2022. u luksuznom izdanju formata A4 sa tvrdim koricama na preko 300 strana. Epizode su objavljene pre nego što su objavljene u okviru regularne edicije Dilan Dog, koju izdaje Veseli četvrtak. Prodavalo se po ceni od 3.200 dinara (27,2 €). 

## Epizode
Knjiga sadrži tri epizode #195-197 (prema numeraciji Veslog četvrtka), koje su kasnije izašle pod nazivima u periodu januar-mart 2023. godine:
- Ana zauvek (#195)
- Ubica (#196)
- Poslednji smeh (#197)

## Originalne epizode
Originalno, ove epizode su se pojavile u Italiji u #404-406 (prema numeraciji Bonelija).
-404 Anna per sempre (30.4.2020)
-405 L'ucissore (4.6.2020)
-406 L'ultima risata (30.6.2020)

## Značaj epizoda
Ovo su prve tri od šest epizoda posle udara Meteora koje, u stvari, predstavljaju ponovo nacrtane i prerađene prvih šest epizoda Dilan Doga izašle 1986. godine (i bivšoj Jugoslaviji 1987. i 1988. godine). Radi se o epizodama:  Doktor Ksabaras, Džek Trbosek, Noć punog meseca, Priviđenje Ane Never, Ubice i Demonska lepota.